# ميلي (بيريا)
ميلي (Μηλέα) هي مدينة في بيريا في مقاطعة فوريا إلادا في اليونان.